# Playoffs ACB 2014-15
Los Playoffs ACB 2015 fueron la fase final de la temporada 2014-15 de la ACB. Comenzaron el 28 de mayo y finalizaron en junio. El FC Barcelona era el defensor del título.

## Formato
En función de la clasificación de la liga regular se establecen diversos enfrentamientos. En los cuartos de final, será vencedor el mejor de 3 partidos, pero en semifinales y la final, el vencedor de cada enfrentamiento será el ganador del mejor de 5 partidos. El mejor clasificado en la liga regular jugará los primeros partidos en casa, y si fuera necesario, los últimos de la serie.

## Enfrentamientos
|  | Cuartos de final       | Cuartos de final       | Cuartos de final       | Cuartos de final       | Cuartos de final | Cuartos de final |              |             | Semifinales | Semifinales | Semifinales | Semifinales | Semifinales | Semifinales |  |  | Final | Final | Final | Final | Final | Final |
|  |                        |                        |                        |                        |                  |                  |              |             |             |             |             |             |             |             |  |  |       |       |       |       |       |       |
|  |                        |                        |                        |                        |                  |                  |              |             |             |             |             |             |             |             |  |  |       |       |       |       |       |       |
|  |                        |                        |                        |                        |                  |                  |              |             |             |             |             |             |             |             |  |  |       |       |       |       |       |       |
|  | Real Madrid            | Real Madrid            | Real Madrid            | Real Madrid            | 101              | 93               |              |             |             |             |             |             |             |             |  |  |       |       |       |       |       |       |
|  | Real Madrid            | Real Madrid            | Real Madrid            | Real Madrid            | 101              | 93               |              |             |             |             |             |             |             |             |  |  |       |       |       |       |       |       |
|  | Herbalife Gran Canaria | Herbalife Gran Canaria | Herbalife Gran Canaria | Herbalife Gran Canaria | 74               | 86               |              |             |             |             |             |             |             |             |  |  |       |       |       |       |       |       |
|  | Herbalife Gran Canaria | Herbalife Gran Canaria | Herbalife Gran Canaria | Herbalife Gran Canaria | 74               | 86               | Real Madrid  | Real Madrid | 81          | 89          | 103         | 90          |             |             |  |  |       |       |       |       |       |       |
|  |                        |                        |                        |                        |                  |                  | Real Madrid  | Real Madrid | 81          | 89          | 103         | 90          |             |             |  |  |       |       |       |       |       |       |
|  |                        | Valencia Basket        | Valencia Basket        | 71                     | 93               | 100              | 84           |             |             |             |             |             |             |             |  |  |       |       |       |       |       |       |
|  | Dominion Bilbao Basket | Dominion Bilbao Basket | Dominion Bilbao Basket | 71                     | 93               | 100              | 84           | 75          | 80          | 70          |             |             |             |             |  |  |       |       |       |       |       |       |
|  | Dominion Bilbao Basket | Dominion Bilbao Basket | Dominion Bilbao Basket |                        |                  |                  |              |             |             | 70          |             |             |             |             |  |  |       |       |       |       |       |       |
|  | Valencia Basket        | Valencia Basket        | Valencia Basket        | 91                     | 76               | 71               |              |             |             |             |             |             |             |             |  |  |       |       |       |       |       |       |
|  | Valencia Basket        | Valencia Basket        | Valencia Basket        | 91                     | 76               | 71               | Real Madrid  | Real Madrid | Real Madrid | 78          | 100         | 90          |             |             |  |  |       |       |       |       |       |       |
|  |                        |                        |                        |                        |                  |                  | Real Madrid  | Real Madrid | Real Madrid | 78          | 100         | 90          |             |             |  |  |       |       |       |       |       |       |
|  |                        | FC Barcelona           | FC Barcelona           | FC Barcelona           | 72               | 80               | 85           |             |             |             |             |             |             |             |  |  |       |       |       |       |       |       |
|  | FC Barcelona           | FC Barcelona           | FC Barcelona           | FC Barcelona           | 72               | 80               | 85           | 77          | 80          |             |             |             |             |             |  |  |       |       |       |       |       |       |
|  | FC Barcelona           | FC Barcelona           | FC Barcelona           | FC Barcelona           |                  |                  |              |             |             |             |             |             |             |             |  |  |       |       |       |       |       |       |
|  | FIATC Joventut         | FIATC Joventut         | FIATC Joventut         | FIATC Joventut         | 55               | 74               |              |             |             |             |             |             |             |             |  |  |       |       |       |       |       |       |
|  | FIATC Joventut         | FIATC Joventut         | FIATC Joventut         | FIATC Joventut         | 55               | 74               | FC Barcelona | 91          | 91          | 84          | 66          | 77          |             |             |  |  |       |       |       |       |       |       |
|  |                        |                        |                        |                        |                  |                  | FC Barcelona | 91          | 91          | 84          | 66          | 77          |             |             |  |  |       |       |       |       |       |       |
|  |                        | Unicaja                | 60                     | 70                     | 89               | 77               | 74           |             |             |             |             |             |             |             |  |  |       |       |       |       |       |       |
|  | Unicaja                | Unicaja                | Unicaja                | 70                     | 89               | 77               | 74           | 69          | 82          | 89          |             |             |             |             |  |  |       |       |       |       |       |       |
|  | Unicaja                | Unicaja                | Unicaja                |                        |                  |                  |              |             |             | 89          |             |             |             |             |  |  |       |       |       |       |       |       |
|  | Laboral Kutxa Baskonia | Laboral Kutxa Baskonia | Laboral Kutxa Baskonia | 55                     | 92               | 77               |              |             |             |             |             |             |             |             |  |  |       |       |       |       |       |       |
|  | Laboral Kutxa Baskonia | Laboral Kutxa Baskonia | Laboral Kutxa Baskonia | 55                     | 92               | 77               |              |             |             |             |             |             |             |             |  |  |       |       |       |       |       |       |

## Cuartos de final

### Real Madrid v Herbalife Gran Canaria
| 29 de mayo de 2015 | Real Madrid                                               | 101–74                                | Herbalife Gran Canaria                                       | |  |
| 21:00              | Parciales: 27–23, 23–15, 25–15, 26–21                     | Parciales: 27–23, 23–15, 25–15, 26–21 | Parciales: 27–23, 23–15, 25–15, 26–21                        | |  |
|                    | Estadísticas Rodríguez 20 Nocioni 7 Llull 6 Val: Reyes 23 | Reporte Pts Reb Asts Otros            | Estadísticas Newley 20 Báez 7 Bellas 7 Val: Newley, Salin 15 | Pabellón: Barclaycard Center, Madrid Asistencia: 8,665 espectadores Árbitros: Hierrezuelo, García Ortiz, Rial |  |

| 31 de mayo de 2015 | Herbalife Gran Canaria                                    | 86–93                                 | Real Madrid                                           | |  |
| 12:40              | Parciales: 19–18, 23–24, 17–26, 27–25                     | Parciales: 19–18, 23–24, 17–26, 27–25 | Parciales: 19–18, 23–24, 17–26, 27–25                 | |  |
|                    | Estadísticas Oliver 18 Tavares 5 Oliver 10 Val: Oliver 30 | Reporte Pts Reb Asts Otros            | Estadísticas Rodríguez 26 Ayón 11 Ayón 3 Val: Ayón 24 | Pabellón: Gran Canaria Arena, Las Palmas Asistencia: 6,031 espectadores Árbitros: Jiménez, Perea, Oyón |  |

### FC Barcelona v FIATC Joventut
| 28 de mayo de 2015 | FC Barcelona                                                               | 77–55                                 | FIATC Joventut                                                    | |  |
| 21:00              | Parciales: 23–10, 19–11, 20–20, 15–14                                      | Parciales: 23–10, 19–11, 20–20, 15–14 | Parciales: 23–10, 19–11, 20–20, 15–14                             | |  |
|                    | Estadísticas Tomić 14 Doellman 9 Satoranský 6 Val: Satoranský, Doellman 21 | Reporte Pts Reb Asts Otros            | Estadísticas Mallet 13 cuatro jugadores 4 Hannah 3 Val: Mallet 13 | Pabellón: Palau Blaugrana, Barcelona Asistencia: 5,284 espectadores Árbitros: Pérez Pérez, Peruga, Fernández Sánchez |  |

| 30 de mayo de 2015 | FIATC Joventut                                         | 74–80                                 | FC Barcelona                                                    | |  |
| 18:30              | Parciales: 19–19, 17–19, 11–16, 27–26                  | Parciales: 19–19, 17–19, 11–16, 27–26 | Parciales: 19–19, 17–19, 11–16, 27–26                           | |  |
|                    | Estadísticas Suton 13 Suton 10 Ventura 5 Val: Suton 14 | Reporte Pts Reb Asts Otros            | Estadísticas Navarro 13 Tomić 9 Satoranský 5 Val: Satoranský 19 | Pabellón: Palau Olímpic, Badalona Asistencia: 7,228 espectadores Árbitros: García González, Araña, Sánchez Mohedas |  |

### Unicaja v Laboral Kutxa Baskonia
| 28 de mayo de 2015 | Unicaja                                                          | 69–55                               | Laboral Kutxa Baskonia                                        | |  |
| 20:45              | Parciales: 18–11, 21–15, 22–9, 8–20                              | Parciales: 18–11, 21–15, 22–9, 8–20 | Parciales: 18–11, 21–15, 22–9, 8–20                           | |  |
|                    | Estadísticas Granger 11 Golubović 13 Toolson 4 Val: Golubović 20 | Reporte Pts Reb Asts Otros          | Estadísticas James 11 Shengelia 6 Causeur 3 Val: Shengelia 14 | Pabellón: José María Martín Carpena, Málaga Asistencia: 8,245 espectadores Árbitros: Pérez Pizarro, Cortés, Guirao |  |

| 30 de mayo de 2015 | Laboral Kutxa Baskonia                                                | 92–82                                 | Unicaja                                                                                    | |  |
| 20:15              | Parciales: 20–16, 29–20, 23–24, 20–22                                 | Parciales: 20–16, 29–20, 23–24, 20–22 | Parciales: 20–16, 29–20, 23–24, 20–22                                                      | |  |
|                    | Estadísticas San Emeterio 19 Begić 8 Adams, Causeur 4 Val: Causeur 21 | Reporte Pts Reb Asts Otros            | Estadísticas Granger, Marković 14 Golubović, Vázquez 8 Granger 5 Val: Marković, Vázquez 14 | Pabellón: Fernando Buesa Arena, Vitoria Asistencia: 9,286 espectadores Árbitros: Martín Bertrán, Redondo, Calatrava |  |

| 1 de junio de 2015 | Unicaja                                                      | 89–77                                | Laboral Kutxa Baskonia                                         | |  |
| 21:00              | Parciales: 23–21, 23–30, 18–8, 25–18                         | Parciales: 23–21, 23–30, 18–8, 25–18 | Parciales: 23–21, 23–30, 18–8, 25–18                           | |  |
|                    | Estadísticas Granger 19 Vázquez 11 Granger 8 Val: Granger 25 | Reporte Pts Reb Asts Otros           | Estadísticas James 16 Begić, Tillie 6 Causeur 5 Val: Tillie 17 | Pabellón: José María Martín Carpena, Málaga Asistencia: 8,591 espectadores Árbitros: García González, Pérez Pérez, Araña |  |

### Dominion Bilbao Basket v Valencia Basket
| 28 de mayo de 2015 | Dominion Bilbao Basket                                       | 75–91                                 | Valencia Basket                                                          |                                                                                                  |  |
| 20:30              | Parciales: 22–21, 16–25, 22–19, 15–26                        | Parciales: 22–21, 16–25, 22–19, 15–26 | Parciales: 22–21, 16–25, 22–19, 15–26                                    |                                                                                                  |  |
|                    | Estadísticas Mumbrú 18 Todorović 9 Colom 4 Val: Todorović 27 | Reporte Pts Reb Asts Otros            | Estadísticas Ribas, Van Rossom 13 Lučić 4 tres jugadores 2 Val: Ribas 18 | Pabellón: Bilbao Arena, Bilbao Asistencia: 7,314 espectadores Árbitros: Arteaga, Bultó, Martínez |  |

| 30 de mayo de 2015 | Valencia Basket                                               | 76–80                                 | Dominion Bilbao Basket                                    | |  |
| 18:15              | Parciales: 21–15, 27–22, 16–27, 12–16                         | Parciales: 21–15, 27–22, 16–27, 12–16 | Parciales: 21–15, 27–22, 16–27, 12–16                     | |  |
|                    | Estadísticas Lučić 17 Harangody 10 Van Rossom 5 Val: Lučić 19 | Reporte Pts Reb Asts Otros            | Estadísticas Mumbrú 17 Todorović 7 Colom 11 Val: Colom 23 | Pabellón: Pabellón Fuente de San Luis, Valencia Asistencia: 8,500 espectadores Árbitros: Conde, Peruga, Sánchez Montserrat |  |

| 1 de junio de 2015 | Dominion Bilbao Basket                                             | 70–71                                 | Valencia Basket                                                          | |  |
| 20:30              | Parciales: 16–21, 17–24, 20–12, 17–14                              | Parciales: 16–21, 17–24, 20–12, 17–14 | Parciales: 16–21, 17–24, 20–12, 17–14                                    | |  |
|                    | Estadísticas Mumbrú 16 Hervelle 7 Colom, Mumbrú 3 Val: Williams 18 | Reporte Pts Reb Asts Otros            | Estadísticas Van Rossom 14 Dubljević, Lončar 5 Ribas 3 Val: Dubljević 14 | Pabellón: Bilbao Arena, Bilbao Asistencia: 8,217 espectadores Árbitros: Martín Bertrán, Jiménez, Cortés |  |

## Semifinales

### Real Madrid v Valencia Basket
| 4 de junio de 2015 | Real Madrid                                                     | 81–71                                 | Valencia Basket                                           | |  |
| 21:00              | Parciales: 25–20, 21–16, 13–21, 22–14                           | Parciales: 25–20, 21–16, 13–21, 22–14 | Parciales: 25–20, 21–16, 13–21, 22–14                     | |  |
|                    | Estadísticas Fernández 18 Llull 8 Rodríguez 8 Val: Fernández 25 | Reporte Pts Reb Asts Otros            | Estadísticas Lončar 15 Aguilar 5 Ribas 4 Val: Lishchuk 15 | Pabellón: Barclaycard Center, Madrid Asistencia: 9,760 espectadores Árbitros: Hierrezuelo, Pérez Pizarro, Martínez |  |

| 7 de junio de 2015 | Real Madrid                                           | 89–93                                 | Valencia Basket                                                      | |  |
| 12:00              | Parciales: 22–31, 19–22, 30–20, 18–20                 | Parciales: 22–31, 19–22, 30–20, 18–20 | Parciales: 22–31, 19–22, 30–20, 18–20                                | |  |
|                    | Estadísticas Llull 28 Nocioni 7 Llull 7 Val: Llull 29 | Reporte Pts Reb Asts Otros            | Estadísticas Dubljević 18 Harangody 8 Van Rossom 7 Val: Dubljević 22 | Pabellón: Barclaycard Center, Madrid Asistencia: 10,121 espectadores Árbitros: Arteaga, García González, Guirao |  |

| 9 de junio de 2015 | Valencia Basket                                                               | 100–103                                             | Real Madrid                                                  | |  |
| 21:00              | Parciales: 18–26, 22–13, 30–25, 18–24 (T.E.: 12–15)                           | Parciales: 18–26, 22–13, 30–25, 18–24 (T.E.: 12–15) | Parciales: 18–26, 22–13, 30–25, 18–24 (T.E.: 12–15)          | |  |
|                    | Estadísticas Harangody 21 Dubljević 9 Nedović, Van Rossom 5 Val: Harangody 22 | Reporte Pts Reb Asts Otros                          | Estadísticas Reyes 21 Nocioni, Reyes 5 Llull 9 Val: Reyes 28 | Pabellón: Pabellón Fuente de San Luis, Valencia Asistencia: 8,500 espectadores Árbitros: Martín Bertrán, Conde, Cortés |  |

| 11 de junio de 2015 | Valencia Basket                                                 | 84–90                                 | Real Madrid                                                         | |  |
| 21:00               | Parciales: 22–24, 27–23, 17–25, 18–18                           | Parciales: 22–24, 27–23, 17–25, 18–18 | Parciales: 22–24, 27–23, 17–25, 18–18                               | |  |
|                     | Estadísticas Dubljević 24 Dubljević 8 Vives 6 Val: Dubljević 31 | Reporte Pts Reb Asts Otros            | Estadísticas three players 12 Ayón 9 Llull 5 Val: Nocioni, Reyes 15 | Pabellón: Pabellón Fuente de San Luis, Valencia Asistencia: 8,500 espectadores Árbitros: García González, Jiménez, Bultó |  |

### FC Barcelona v Unicaja
| 5 de junio de 2015 | FC Barcelona                                                  | 91–60                                 | Unicaja                                                                | |  |
| 21:30              | Parciales: 23–11, 26–18, 30–15, 12–16                         | Parciales: 23–11, 26–18, 30–15, 12–16 | Parciales: 23–11, 26–18, 30–15, 12–16                                  | |  |
|                    | Estadísticas Satoranský 14 Tomić 7 Satoranský 5 Val: Tomić 24 | Reporte Pts Reb Asts Otros            | Estadísticas Vázquez 10 Golubović 6 cuatro jugadores 2 Val: Vázquez 13 | Pabellón: Palau Blaugrana, Barcelona Asistencia: 4,377 espectadores Árbitros: Conde, Perea, Peruga |  |

| 7 de junio de 2015 | FC Barcelona                                                       | 91–70                                 | Unicaja                                                               | |  |
| 12:40              | Parciales: 23–23, 27–14, 17–18, 24–15                              | Parciales: 23–23, 27–14, 17–18, 24–15 | Parciales: 23–23, 27–14, 17–18, 24–15                                 | |  |
|                    | Estadísticas Satoranský 19 Satoranský 7 Tomić 4 Val: Satoranský 28 | Reporte Pts Reb Asts Otros            | Estadísticas Granger 16 Kuzminskas, Suárez 5 Granger 5 Val: Suárez 16 | Pabellón: Palau Blaugrana, Barcelona Asistencia: 4,503 espectadores Árbitros: Pérez Pizarro, Pérez Pérez, Calatrava |  |

| 10 de junio de 2015 | Unicaja                                                    | 89–84                                               | FC Barcelona                                          | |  |
| 21:00               | Parciales: 20–24, 18–18, 18–18, 18–14 (T.E.: 15–10)        | Parciales: 20–24, 18–18, 18–18, 18–14 (T.E.: 15–10) | Parciales: 20–24, 18–18, 18–18, 18–14 (T.E.: 15–10)   | |  |
|                     | Estadísticas Suárez 13 Vázquez 13 Granger 6 Val: Suárez 22 | Reporte Pts Reb Asts Otros                          | Estadísticas Thomas 17 Tomić 7 Oleson 6 Val: Tomić 22 | Pabellón: José María Martín Carpena, Málaga Asistencia: 9,386 espectadores Árbitros: Jiménez, Perea, Araña |  |

| 12 de junio de 2015 | Unicaja                                                              | 77–66                                 | FC Barcelona                                               | |  |
| 21:00               | Parciales: 20–14, 21–10, 14–16, 22–26                                | Parciales: 20–14, 21–10, 14–16, 22–26 | Parciales: 20–14, 21–10, 14–16, 22–26                      | |  |
|                     | Estadísticas Granger 11 Suárez 12 Marković, Toolson 3 Val: Suárez 21 | Reporte Pts Reb Asts Otros            | Estadísticas Huertas 12 Doellman 7 Huertas 4 Val: Tomić 17 | Pabellón: José María Martín Carpena, Málaga Asistencia: 9,963 espectadores Árbitros: Pérez Pizarro, Pérez Pérez, Cortés |  |

| 14 de junio de 2015 | FC Barcelona                                                  | 77–74                                 | Unicaja                                                                        | |  |
| 17:00               | Parciales: 18–20, 17–17, 22–20, 20–17                         | Parciales: 18–20, 17–17, 22–20, 20–17 | Parciales: 18–20, 17–17, 22–20, 20–17                                          | |  |
|                     | Estadísticas Thomas 14 Doellman 12 Satoranský 5 Val: Tomić 17 | Reporte Pts Reb Asts Otros            | Estadísticas tres jugadores 10 Granger, Kuzminskas 5 Granger 9 Val: Granger 19 | Pabellón: Palau Blaugrana, Barcelona Asistencia: 6,028 espectadores Árbitros: García González, Conde, Perea |  |

## Finales
| 19 de junio de 2015 | Real Madrid                                                    | 78–72                                 | FC Barcelona                                                          | |  |
| 19:00               | Parciales: 27–20, 20–20, 12–13, 19–19                          | Parciales: 27–20, 20–20, 12–13, 19–19 | Parciales: 27–20, 20–20, 12–13, 19–19                                 | |  |
|                     | Estadísticas Fernández 17 Ayón 7 Rodríguez 8 Val: Fernández 21 | Reporte Pts Reb Asts Otros            | Estadísticas Hezonja 18 Pleiß 6 Huertas, Satoranský 3 Val: Hezonja 23 | Pabellón: Barclaycard Center, Madrid Asistencia: 12,127 espectadores Árbitros: Conde, Jiménez, Cortés |  |

| 21 de junio de 2015 | Real Madrid                                                 | 100–80                                | FC Barcelona                                                      | |  |
| 12:30               | Parciales: 31–10, 18–22, 26–24, 25–24                       | Parciales: 31–10, 18–22, 26–24, 25–24 | Parciales: 31–10, 18–22, 26–24, 25–24                             | |  |
|                     | Estadísticas Llull 24 Slaughter 6 Rodríguez 6 Val: Llull 31 | Reporte Pts Reb Asts Otros            | Estadísticas Doellman 24 Doellman 5 Satoranský 4 Val: Doellman 23 | Pabellón: Barclaycard Center, Madrid Asistencia: 12,924 espectadores Árbitros: García González, Pérez Pérez, Bultó |  |

| 24 de junio de 2015 | FC Barcelona                                                       | 85–90                                 | Real Madrid                                                   | |  |
| 19:00               | Parciales: 17–17, 17–31, 33–17, 18–25                              | Parciales: 17–17, 17–31, 33–17, 18–25 | Parciales: 17–17, 17–31, 33–17, 18–25                         | |  |
|                     | Estadísticas Tomić 29 Doellman, Tomić 7 Satoranský 8 Val: Tomić 36 | Reporte Pts Reb Asts Otros            | Estadísticas Carroll 19 Nocioni 6 Rodríguez 6 Val: Carroll 16 | Pabellón: Palau Blaugrana, Barcelona Asistencia: 7,247 espectadores Árbitros: Hierrezuelo, Pérez Pizarro, Calatrava |  |

| Ganador ACB 2014-15               |
| Bandera de la Comunidad de Madrid |
| Real Madrid 32.º título           |